# Express AM11
O Express AM11 foi um satélite de comunicação geoestacionário russo construído pela NPO Prikladnoi Mekhaniki (NPO PM) em cooperação com a Alcatel Space. Ele esteve localizado na posição orbital de 96,5 graus de longitude leste e era de propriedade da empresa estatal Russian Satellite Communications Company (RSCC). O satélite foi baseado na plataforma MSS-2500-GSO (MSS-767) e sua vida útil estimada era de 12 anos. O mesmo apresentou uma falha no dia 28 de março de 2006, devido a uma influência externa, provavelmente causado por uma colisão com lixo espacial, o satélite foi transferido em abril de 2006 para uma órbita cemitério.

## Lançamento
O satélite foi lançado com sucesso ao espaço no dia 26 de abril de 2004, por meio de um veículo Proton-K/Blok-DM-2M a partir do Cosmódromo de Baikonur, no Cazaquistão. Ele tinha uma massa de lançamento de 2542 kg.

## Capacidade e cobertura
O Express AM11 era equipado com 26 transponders em banda C e 4 em banda Ku, que foram projetados para fornecer um pacote de serviços de comunicação: televisão digital, telefonia, videoconferência, transmissão de dados, acesso à Internet. Além disso, permitiu a criação de uma rede de comunicação com base na tecnologia de VSAT para a Rússia e seus vizinhos.

## Falha
O satélite após dois anos em operação no dia 28 de março de 2006 o satélite apresentou problemas, provocado por um fator externa, provavelmente o defeito foi provocada por uma colisão com um lixo espacial. Não foi possível recuperar o satélite que já foi removido para uma órbita cemitério em abril de 2006.